# Stenosemus albus
Stenosemus albus is een keverslakkensoort uit de familie Ischnochitonidae. De wetenschappelijke naam werd gepubliceerd in 1767 door Carl Linnaeus.